# Блен, Жерар
Жерар Блен (фр. Gérard Blain; 23 октября 1930 — 17 декабря 2000) — французский актёр, режиссёр и сценарист. Один из знаковых актёров «новой волны» французского кино конца 1950-х  начала 1960-х годов.

## Биография

### Ранние годы
Жерар Эрнест Зефирен Блен (фр. Gérard Ernest Zéphirin Blain) — парижанин в нескольких поколениях. Он был ещё совсем молод, когда его отец, главный архитектор Парижа, оставил семью. Отношения же с матерью и сестрой у юного Жерара носили конфронтационный характер. Жерар бросил школу в 13 лет, даже не получив начального образования, и ушёл из дома, начав вести бродячий образ жизни беспризорника, которому достанется с лихвой в оккупированном Париже.
Позже, когда Блен станет режиссёром, несчастное детство будет одной из основных тем его работ, в том числе автобиографической киноленты «Дитя толпы» (1976).
Тогда же тринадцатилетний Жерар снимается в южной Франции в трёх фильмах: у Гийома Радо небольшая роль в киноленте «Бал прохожих» (1943), более заметная роль в фильме о малолетних преступниках «Перекрёсток потерянных детей» (выпуск на экран — 1944, режиссёр Лео Жоаннон) и эпизод  в «Детях райка» Марселя Карне (выпущенном на экран в 1945 году). Уже после окончания войны в конце 1945 года юный актёр примет участие в небольшой роли в кинофильме «Сын Франции» режиссёра Пьера Блонди.

### Актёр кино
Ведущий хаотичный образ жизни Жерар Блен вернётся в кино в 1954 году, сыграв вместе со своей молодой супругой Эстеллой Блен в фильме «Дикие фрукты» режиссёра Эрве Бромберже. Первая заметная роль Блена сделана в 1955 году в киноленте Жюльена Дювивье «Время убийц», где он воплотил на экране образ сына героя Жана Габена.
Стал одним из знаковых актёров «Новой волны», сыграв вместе со своей второй супругой Бернадетт Лафон у Франсуа Трюффо в короткометражке «Шпанята» (1957), затем в дилогии Клода Шаброля «Красавчик Серж» (1958) и «Кузены» (1959). В «Красавчике Серже» Жерар Блен исполнил заглавную роль Сержа, жалкого, измученного алкоголика, которого пытается спасти герой актёра Жана-Клода Бриали. В «Кузенах» актёр играет студента-провинциала Шарля, изучающего право и приехавшего в Париж, желая продолжить образование в столичном ВУЗе, но сталкивающимся с циничным и самовлюблённым кузеном Полем, сыгранным опять же Жаном-Клодом Бриали (ещё одним из знаковых актёров «Новой волны»).
Выразительные внешние данные, острая характерность, незаурядный актёрский темперамент Блена, отчуждённость, неприкаянность его героев принесли ему славу «французского Джеймса Дина». Не остались незамеченными интересные характерные роли в фильмах итальянских режиссёров Мауро Болоньини («Молодые мужья», 1958), Марио Камерини («Улица Маргутта», 1960), Франческо Мазелли («Дофины», 1960) и Карло Лидзани («Горбун», 1960; «Золото Рима», 1961). На молодого интересного актёра обратили внимание и за океаном, пригласив его в 1962 году исполнить одну из ролей в фильме Говарда Хоукса «Хатари!», где его партнёрами были: самый американский из американских актёров Джон Уэйн, а также немецкий актёр Харди Крюгер и итальянка Эльса Мартинелли. Но роли Жерара в этом фильме не хватило глубины, к тому же актёру претили методы работы в Голливуде, не понравился режиссёр, не взаимодействующий с актёрами и мелочные оскорбления, которыми обменивались исполнители на съёмочной площадке. Жерар Блен отказался подписать контракт в США и возвратился во Францию, где примет предложение Жана-Пьера Моки сыграть вместе с Шарлем Азнавуром и Стефанией Сандрелли в фильме «Девственницы» (1963). В 1967 году актёр сыграет у французского режиссёра греческого происхождения Коста-Гавраса в ленте «Один человек лишний», действие которой происходит в 1943 году и показывается в фильме героическая борьба Движения Сопротивления.

### Кинорежиссёр и сценарист
В 1971 году Блен дебютирует в кинорежиссуре, сняв во многом близкий ему по тематике фильм «Друзья» о подростковой неустроенности. В этом фильме, снятом под влиянием работ Робера Брессона, он также дебютирует как сценарист и автор диалогов. В дальнейшем Блен будет сценаристом всех поставленных им киноработ. Фильм был довольно хорошо принят критикой и получил премию за дебют на международном кинофестивале в Локарно (1971). Режиссёрские работы Блена «Пеликан» (1973), «Дитя толпы» (1976), участвовавший в конкурсе Каннского кинофестиваля, «Бунтарь» (1980), «Пьер и Джамиля» (1987, также конкурсант Каннского киносмотра), продолжившие основную линию «Друзей», имели неизменно высокую оценку у критики, однако не пользовались успехом у массового зрителя.
В 1995 году Блен совместно со сценаристкой Мари-Элен Боре напишет сценарий и поставит фильм «До конца ночи» о шестидесятилетнем мужчине (роль которого Блен сам и исполнил), который из-за любви и нужды в деньгах совершает различные преступления, в результате стоившие ему жизни. В 2000 году он напишет сценарий и поставит свой последний фильм «Так оно и будет», в котором главную роль исполнит уже сын Жерара – Поль Блен. Фильм был удостоен премии «Золотой Леопард» на МКФ в Локарно.

### Личная жизнь
В 1953-1956 состоял в браке с актрисой Эстеллой Блен (урождённой Мишлин Лестелла), известной советским кинозрителям главным образом по роли мадам де Монтеспан, основной соперницы Анжелики де Пейрак в фильме «Анжелика и король», 1965. Актриса покончила с собой в 1981 году выстрелом в голову.
С 1957 по 1959-й Жерар Блен состоял вторым браком с киноактрисой Бернадетт Лафон, снимавшейся во многих фильмах режиссёров «новой волны», в том числе у таких мэтров, как Трюффо, Шаброль, Маль. Но и этот брак закончился разводом. После чего Жерар Блен долгие годы (начиная с 1960-го) состоял в браке с Моник Собески, которая официально считалась супругой Блена вплоть до его смерти в 2000 году. Однако, не оформив с ней развод, Жерар Блен с 1985 года жил гражданским браком со сценаристкой Мари-Элен Боре.
Жерар Блен был отцом пяти сыновей, двое из которых умерли во младенчестве, а каждый из троих оставшихся как минимум однажды сыграл в фильмах отца: Поль  («Так оно и будет», 2000), Режи («Пеликан», 1974) и Пьер Блен.
Актёр, сценарист и режиссёр Жерар Блен умер в 2000 году в парижской клинике в возрасте 70 лет после обнаружения у него раковой опухоли и похоронен на кладбище Сен-Клу.

## Премии
- В 1971 году удостоен премии за лучший режиссёрский дебют на международном кинофестивале в Локарно.
- В 2000 году премии «Золотой леопард» на международном кинофестивале в Локарно удостоен фильм «Так оно и будет».

## Фильмография
| Актёрские работы | Актёрские работы                             | Актёрские работы                             | Актёрские работы          | Актёрские работы                 | Актёрские работы |
| год              | русское название                             | оригинальное название                        | режиссёр                  | роль                             |                  |
| ---------------- | -------------------------------------------- | -------------------------------------------- | ------------------------- | -------------------------------- | ---------------- |
| 1943             | Бал прохожих                                 | Le bal des passants (фр.)                    | Гийом Радо                | в титрах не указан               |                  |
| 1944             | Перекрёсток потерянных детей                 | Le carrefour des enfants perdus (фр.)        | Лео Жоаннон               | в титрах не указан               |                  |
| 1945             | Дети райка                                   | Les enfants du paradis (фр.)                 | Марсель Карне             | в титрах не указан               |                  |
| 1946             | Сын Франции                                  | Fils de France (фр.)                         | Пьер Блонди               | в титрах не указан               |                  |
| 1954             | Дикие фрукты                                 | Les fruits sauvages (фр.)                    | Эрве Бромберже            | эпизод                           |                  |
| 1954             | Перед потопом                                | Avant le déluge (фр.)                        | Андре Кайатт              | ученик школы, в титрах не указан |                  |
| 1954             | Не тронь добычу                              | Touchez pas au grisbi (фр.)                  | Жак Беккер                | портье ночного клуба             |                  |
| 1954             | Служебная лестница                           | Escalier de service (фр.)                    | Карло Рим                 | эпизод                           |                  |
| 1955             | Время убийц                                  | Voici le temps des assassins... (фр.)        | Жюльен Дювивье            | Жерар Делакруа                   |                  |
| 1956             | Преступление и наказание                     | Crime et Châtiment (фр.)                     | Жорж Лампен               |                                  |                  |
| 1957             | к/м Шпанята                                  | Les mistons (фр.)                            | Франсуа Трюффо            | Жерар                            |                  |
| 1958             | Молодые мужья                                | Giovani mariti (итал.)                       | Мауро Болоньини           | Марчелло                         |                  |
| 1958             | Красавчик Серж                               | Le beau Serge (фр.)                          | Клод Шаброль              | Серж                             |                  |
| 1959             | Кузены                                       | Les cousins (фр.)                            | Клод Шаброль              | Шарль                            |                  |
| 1959             | Матч против смерти                           | Match contre la mort (фр.)                   | Клод Бернар-Обер          | Жак Лурмель                      |                  |
| 1960             | к/м Представление или Шарлотта и её отбивная | Presentation ou Charlotte et son steak (фр.) | Эрик Ромер                |                                  |                  |
| 1960             | Улица Маргутта                               | Via Margutta (итал.)                         | Марио Камерини            | Стефано                          |                  |
| 1960             | Дофины                                       | I delfini (итал.)                            | Франческо Мазелли         | Ансельмо Фореси                  |                  |
| 1960             | Горбун                                       | Il gobbo (итал.)                             | Карло Лидзани             | горбун                           |                  |
| 1961             | Кожа и кости                                 | La peau et les os (фр.)                      | Жан-Поль Сасси            | Мазур                            |                  |
| 1961             | Золото Рима                                  | L'oro di Roma (итал.)                        | Карло Лидзани             | Давид                            |                  |
| 1962             | Хатари!                                      | Hatari! (англ.)                              | Говард Хоукс              | Шарль Мори                       |                  |
| 1963             | С беспокойством                              | La smania addosso (итал.)                    | Марчелло Андреи           | Тото Какаче                      |                  |
| 1963             | Девственницы                                 | Les vierges (фр.)                            | Жан-Пьер Моки             | Хавьер де Бретевилль             |                  |
| 1963             | Куриный суп                                  | La soupe aux poulets (фр.)                   | Филипп Агостини           | Клаудио                          |                  |
| 1964             | Суп                                          | La bonne soupe (фр.)                         | Робер Тома                | художник                         |                  |
| 1964             | Улица Венето                                 | Via Veneto (итал.)                           | Джузеппе Липартити        |                                  |                  |
| 1964             | новелла "Генерал" в фильме Опасная любовь    | Il generale / Amori pericolosi (итал.)       | Альфредо Джаннетти        | слуга                            |                  |
| 1965             | Любовь                                       | Un amore (итал.)                             | Джанни Вернуччио          | Марчелло                         |                  |
| 1966             | Смертельная миссия «Пирс-83»                 | Missione mortale Molo 83 (итал.)             | Серджо Бергонцелли        | Роберт Гибсон                    |                  |
| 1966             | Джо Калигула                                 | Joë Caligula (фр.)                           | Жозе Беназераф            | Джо Калигула, главная роль       |                  |
| 1966             | Музыка                                       | La musica (фр.)                              | Маргерит Дюра, Поль Себан |                                  |                  |
| 1967             | Один человек лишний                          | Un homme de trop (фр.)                       | Коста-Гаврас              | Томас                            |                  |
| 1970             | Каин ниоткуда                                | Caïn de nulle part (фр.)                     | Даниель Даор              | Каин                             |                  |
| 1971             | Паоло и Франческа                            | Paolo e Francesca (итал.)                    | Джанни Вернуччио          | Джованни Малатраси               |                  |
| 1974             | Пеликан                                      | Le pélican (фр.)                             | Жерар Блен                | Поль                             |                  |
| 1977             | Американский друг                            | Der amerikanische Freund (нем.)              | Вим Вендерс               | Рауль Миноn                      |                  |
| 1977             | Машина                                       | La machine (фр.)                             | Поль Веккиали             | журналист                        |                  |
| 1978             | Утопия                                       | Utopia (фр.)                                 | Ирадж Азими               | Жерар                            |                  |
| 1981             | Женщина в пламени                            | La flambeuse (итал.)                         | Рейчел Вейнберг           | Анри                             |                  |
| 1983             | Воскресенье полицейского                     | Un dimanche de flic (фр.)                    | Мишель Виани              | Эмилио                           |                  |
| 1985             | Авантюрист по имени Годин (ТВ)               | Un aventurier nommé Godin (фр.)              | Поль-Луи Мартин           | адвокат Годин                    |                  |
| 1986             | Минутная невнимательность (ТВ)               | Un moment d'inattention (фр.)                | Лилиан де Кермадек        | отец                             |                  |
| 1987             | Ангельская пыль                              | Poussière d'ange (фр.)                       | Эдуар Ниерман             | Броз                             |                  |
| 1988             | Наталия                                      | Natalia (фр.)                                | Бернар Кон                | Клод Ройтман                     |                  |
| 1989             | День за днём                                 | Jour après jour (фр.)                        | Ален Атталь               | Ришар Луне                       |                  |
| 1989             | Зимний ребёнок                               | L'enfant de l'hiver (фр.)                    | Оливье Ассайа             | отец Стефана                     |                  |
| 1989             | Снег в Андах (ТВ)                            | Der Schnee der Anden (нем.)                  | Франк Гутке               |                                  |                  |
| 1992             | Охотничий заповедник                         | Chasse gardée (фр.)                          | Жан-Клод Бьетт            | Пьер Буфьере                     |                  |
| 1993             | Человек в ночи (ТВ)                          | L'homme dans la nuit (фр.)                   | Клод Буассоль             | Рикорд                           |                  |
| 1995             | Поздней ночью                                | Jusqu'au bout de la nuit (фр.)               | Жерар Блен                | Франсуа                          |                  |
| 2001             | Бандитская любовь                            | Bandits d'amour (фр.)                        | Пьер Ле Брэт              | священник                        |                  |

| Режиссёрские и сценарные работы | Режиссёрские и сценарные работы | Режиссёрские и сценарные работы | Режиссёрские и сценарные работы                    | Режиссёрские и сценарные работы                                                   | Режиссёрские и сценарные работы |
| год                             | русское название                | оригинальное название           | актёры                                             | примечания                                                                        |                                 |
| ------------------------------- | ------------------------------- | ------------------------------- | -------------------------------------------------- | --------------------------------------------------------------------------------- | ------------------------------- |
| 1971                            | Друзья                          | Les amis (фр.)                  | Филипп Марш, Жан-Клод Дофен, Натали Фонтейн        | режиссёр и сценарист, фильм удостоен премии за дебют на МКФ в Локарно             |                                 |
| 1974                            | Пеликан                         | Le pélican (фр.)                | Жерар Блен, Режи Блен, Сезар Шаво                  | режиссёр, сценарист и актёр; Фильм конкурсной программы Берлинского кинофестиваля |                                 |
| 1976                            | Дитя толпы                      | Un enfant dans la foule (фр.)   | Жан Франсуа Кимино, Сезар Шаво, Анни Ковакс        | режиссёр и сценарист, Фильм конкурсной программы Каннского кинофестиваля          |                                 |
| 1978                            | Второе дыхание                  | Un second souffle (фр.)         | Роберт Стэк, Анисе Альвина, Софи Демаре            | режиссёр и сценарист                                                              |                                 |
| 1980                            | Бунтарь                         | Le rebelle (фр.)                | Патрик Норбер, Мишель Сюбор, Изабель Росайс        | режиссёр и сценарист                                                              |                                 |
| 1987                            | Пьер и Джамиля                  | Pierre et Djemila (фр.)         | Абделькадер, Джеджикя Аит-Хамуда, Жан-Пьер Андре   | режиссёр и сценарист, Фильм конкурсной программы Каннского кинофестиваля          |                                 |
| 1993                            | Счастье Гаспара (ТВ)            | La fortune de Gaspard (фр.)     | Винсент Де Боар, Камиль Ратиб, Анн Крейс           | режиссёр и сценарист                                                              |                                 |
| 1995                            | Поздней ночью                   | Jusqu'au bout de la nuit (фр.)  | Жерар Блен, Анисе Альвина, Гамиль Ратиб, Поль Блен | режиссёр, сценарист и актёр                                                       |                                 |
| 2000                            | Так оно и будет                 | Ainsi soit-il (фр.)             | Поль Блен, Сильви Оливье, Анисе Альвина            | режиссёр и сценарист, Главный приз "Золотой леопард" МКФ в Локарно                |                                 |